# Gilbertus Crispinus
Gilbertus Crispinus, OSB (auch Gilbert Crispin, Gislebertus Crispinus; * um 1046; † 1117) war ein normannischer Theologe und Abt von Westminster aus dem Haus Crespin.

Gilbert entstammte dem normannischen Hochadel. Als puer oblatus vertraute ihn seine Familie der von ihr protegierten Abtei Le Bec an. In Bec wurde Gilbert von Lanfrank und später auch von Anselm von Canterbury unterrichtet. Nach seiner Einsetzung als Erzbischof von Canterbury ließ Lanfrank Gilbert, der mittlerweile selbst an der Klosterschule von Bec lehrte, im Jahr 1079 zu sich nach England kommen und bestellte ihn 1085 zum vierten Abt von Westminster in London. Dieses Amt übte Gilbert bis zu seinem Tod am 6. Dezember 1117 mit bedeutendem Erfolg aus.
Von Gilbert sind neben zahlreichen theologischen Traktaten und Briefen sowie einer Biographie des Gründers von Le Bec, Herluin von Brionne, die als zuverlässigste Quelle für die ersten Jahre der Abtei Le Bec gilt, auch fünf Dialoge überliefert: das Lehrer-Schüler-Gespräch De spiritu sancto, die Frage-Antwort-Dialoge De Altaris Sacramento und De angelo perdito sowie die zwischen 1090 und 1095 entstandenen Religionsgespräche Disputatio iudaei et christiani und Disputatio christiani cum gentili de fide christi.
Die Disputatio iudaei et christiani, die auch durch einen anonymen Autor fortgesetzt wurde, hat schon früh große Aufmerksamkeit erfahren und ist in 32 Handschriften erhalten. Ob das in diesem Dialog präsentierte, „in geduldigem Geist“ (toleranti animo) geführte Streitgespräch zwischen einem Christen und einem Juden allerdings wirklich stattgefunden hat oder bloße Fiktion ist, ist in der Forschung umstritten.

## Werke
- Anna Sapir Abulafia, G. R. Evans (Hrsg.): The works of Gilbert Crispin, Abbot of Westminster. Oxford 1986, ISBN 0-19-726035-7.
- Religionsgespräche mit einem Juden und einem Heiden: lateinisch-deutsch. Herders Bibliothek der Philosophie des Mittelalters Band 1. Übers. und eingeleitet von Karl Werner Wilhelm und Gerhard Wilhelmi. Herder, Freiburg im Breisgau, Basel, Wien 2005, ISBN 3-451-28506-1.
  - Disputatio Iudaei et Christiani
  - Disputatio Christiani cum Gentili de Fide Christi
  - De Monachatu
  - Probatio de illa Peccatrice que unxit Pedes Domini
  - De Angelo Perdito
  - De Spiritu Sancto
  - De Altaris Sacramento
  - De Simoniacis
  - De Anima
  - Sermo in Septuagesima
  - Sermo in Ramis Palmarum
  - De Creacione Sex Dierum
  - De Corpore et Sanguine Domini
  - De Confessione
  - Ad Anselmum Archiepiscopum
  - Vita Herluini